# Xantusiidae
Xantusiidae é uma família de répteis escamados pertencentes à subordem Sauria.

## Classificação
- Subfamília Cricosaurinae
  - Género Cricosaura
- Subfamília Xantusiinae
  - Género Lepidophyma
  - Género XantusiaReferências

1. ↑  «ITIS Standard Report Page: Xantusiidae». www.itis.gov. Consultado em 12 de maio de 2018